# Hemisorubim
Hemisorubim is een monotypisch geslacht van straalvinnige vissen uit de familie van de antennemeervallen (Pimelodidae).

## Soort
- Hemisorubim platyrhynchos (Valenciennes, 1840)